# No feu onades
No feu onades (títol original en anglès: Don't Make Waves) és una pel·lícula estatunidenca dirigida per Alexander Mackendrick i estrenada el 1967. Ha estat doblada al català.

## Argument
Carlo Cofield, un novaiorquès en la quarantena de vacances a la costa californiana, és desafortunadament mort per una taula de surf. Cosa que li valdrà de ser agradablement revifat per la jove i encantadora Malibu que li farà descobrir tots els plaers del paradís dels surfistes…

## Repartiment
- Tony Curtis: Carlo Cofield
- Claudia Cardinale: Laura Califatti
- Sharon Tate: Malibu
- Robert Webber: Rod Prescott
- Joanna Barnes: Diane Prescott
- Dave Draper: Harry Hollard
- Marc London: Fred Barker